# Togo op de Olympische Winterspelen 2018
Togo was een van de deelnemende landen aan de Olympische Winterspelen 2018 in Pyeongchang, Zuid-Korea.
Bij de tweede opeenvolgende deelname van het land aan de Winterspelen kwam een deelnemer in actie. Langlaufster Mathilde-Amivi Petitjean, voor de tweede keer deelneemster en ook de vlaggendraagster bij de openings- en sluitingsceremonie, kwam uit op twee onderdelen.

## Deelnemers en resultaten
(v) = vrouwen 

### Langlaufen
| Olympiër (deelname)          | Onderdeel             | Resultaat | Prestatie                      |
| ---------------------------- | --------------------- | --------- | ------------------------------ |
| Mathilde-Amivi Petitjean (2) | sprint (v)            | 59e       | kwalificatie: 3.45,93 (+37,19) |
| Mathilde-Amivi Petitjean (2) | 10 km vrije stijl (v) | 83e       | 32.35,2 (+7.34,7)              |